# Ignacy Jasiński (polityk)
Ignacy Jasiński, ps. Chruściel (ur. 26 lipca 1891 w Chruślicach albo Gołąbkowicach, zm. 8 lutego 1941 w Nowym Sączu) – polski rolnik, działacz społeczny, poseł na Sejm I (1922–1927), II (1928–1930) i III kadencji (1930–1935) w II RP.

## Życiorys
Urodził się 26 lipca 1891 w Chruślicach albo Gołąbkowicach (sąsiadujące ze sobą dzielnice Nowego Sącza), w rodzinie Andrzeja i Anny z Krzysztoniów. W roku szkolnym 1905/1906 był uczniem c. k. I Gimnazjum w Nowym Sączu, którego jednak nie ukończył. W latach 1912–1914 studiował farmację.
Jako uczeń gimnazjum działał w Drużynach Bartoszowych, następnie w organizacji „Wolność”. W latach 1912–1913 służył w 20. pułku piechoty armii austriackiej „Księcia Pruskiego Henryka”, zwolniony z powodu choroby serca, po wybuchu I wojny światowej został ponownie wcielony do tego samego pułku, walczył na froncie serbskim, rosyjskim i włoskim. Trzykrotnie ciężko ranny i uznany za niezdolnego do służby frontowej. Został wyznaczony na instruktora w Tarnowie w kadrze batalionu zapasowego 20. pp, ale w 1917 roku został jednak wysłany na front włoski za agitację niepodległościową. Wziął udział w przewrocie wojskowym z 30/31 października 1918 roku. W latach 1918–1919 służył ochotniczo w I batalionie 1 pułku strzelców podhalańskich, aż do zakończenia walk na froncie ukraińskim w lipcu 1919 roku, kiedy został zwolniony jako inwalida wojenny. 
W okresie międzywojennym prowadził gospodarstwo rolne w Gołąbkowicach, był członkiem Rady Gminnej w Gołąbkowicach, Sejmiku Powiatowego w Nowym Sączu, organizatorem kółek rolniczych i Kas Stefczyka w powiecie nowosądeckim i członkiem Zarządu Głównego Polskiego Stronnictwa Katolicko-Ludowego. 
W wyborach parlamentarnych w 1922 roku został wybrany posłem na Sejm Rzeczypospolitej Polskiej I kadencji (1922–1927) z listy nr 12 z okręgu nr 44, obejmującego powiat nowosądecki. W kadencji tej należał do Klubu Chrześcijańsko-Narodowego, a od 1923 roku do Klubu Polskiego Stronnictwa Katolicko-Ludowego, którego był prezesem. Pracował w komisjach: ochrony pracy i rolnej. 
W wyborach parlamentarnych w 1928 roku został wybrany posłem na Sejm Rzeczypospolitej Polskiej II kadencji (1928–1930) z listy nr 1 (BBWR) z tego samego okręgu (nr 44). W kadencji tej należał do klubu BBWR. Pracował w komisji rolnej. 
W wyborach parlamentarnych w 1930 roku został ponownie wybrany posłem na Sejm Rzeczypospolitej Polskiej III kadencji (1930–1935) z listy państwowej nr 1 (BBWR) z tego samego okręgu (nr 44). W kadencji tej również należał do klubu BBWR. Pracował w komisjach: opieki społecznej i inwalidzkiej (był zastępcą członka) oraz rolnej. 
Był członkiem redakcji „Ludu Katolickiego”.
Ożenił się z Eugenią Szewczyk.
Został pochowany na cmentarzu w Gołąbkowicach.

## Ordery i odznaczenia
- Złoty Krzyż Zasługi (5 lipca 1939)[3]